# Gurdlina

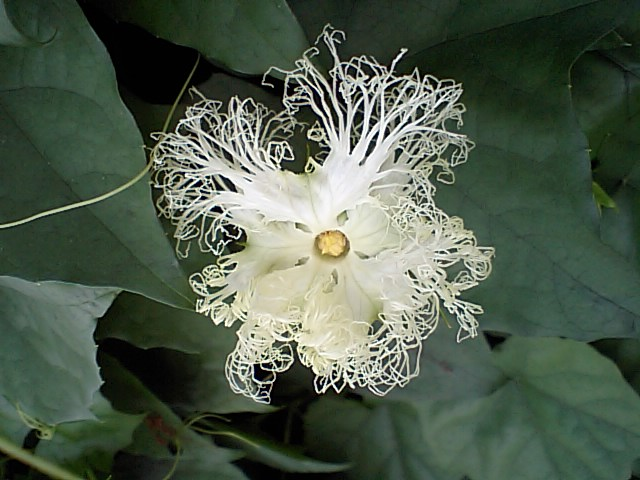
Trichosanthes kirilowii

Gurdlina (Trichosanthes L.) – rodzaj roślin z rodziny dyniowatych. Obejmuje 103 gatunki. Rośliny te występują w południowej i wschodniej Azji i w Australii, a jako introdukowane także w rejonie Kaukazu i w Afryce.

## Systematyka

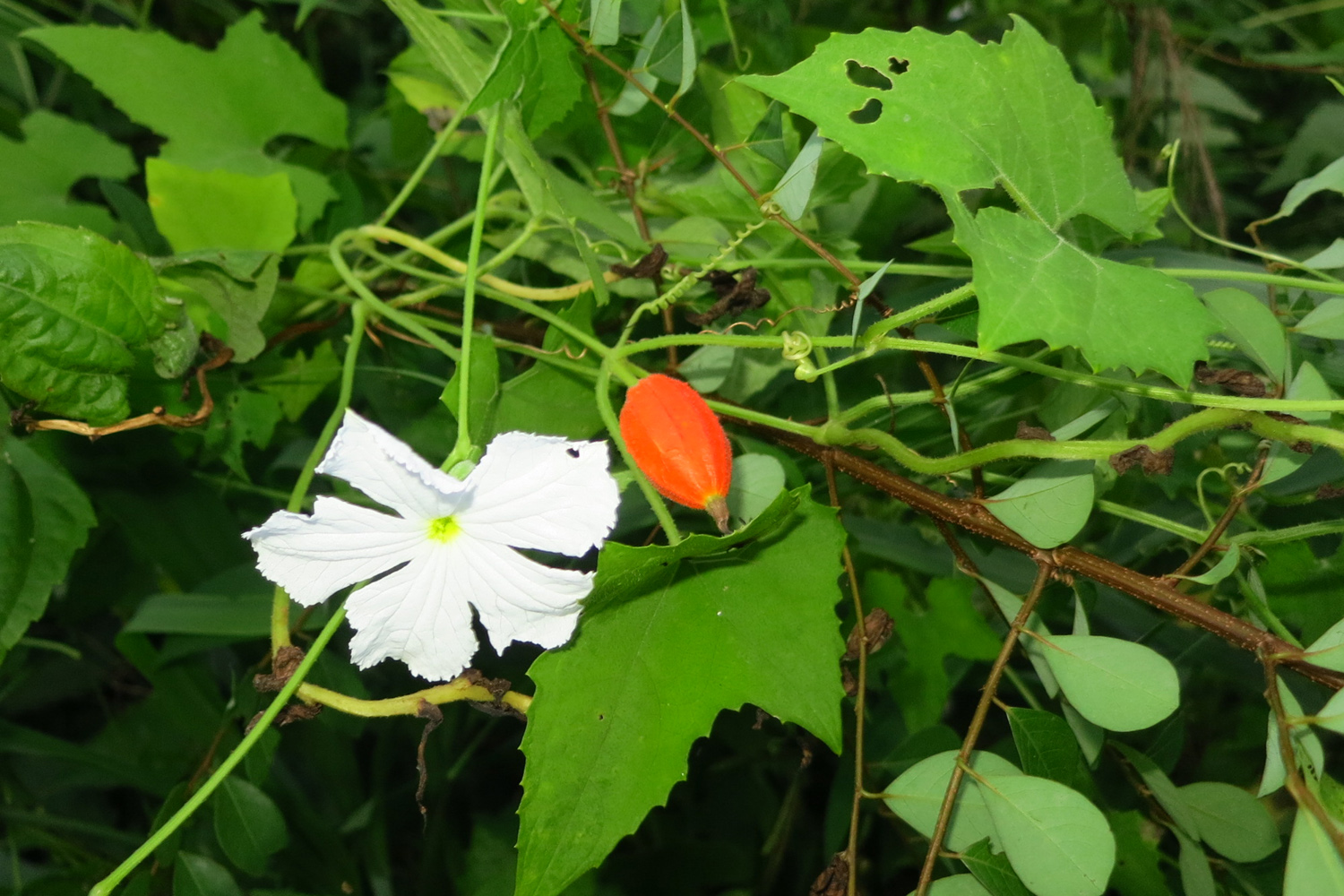
Trichosanthes cochinchinensis

Pozycja systematyczna według Angiosperm Phylogeny Website (aktualizowany system APG IV z 2016)
Rodzaj z rodziny dyniowatych z rzędu dyniowców, należących do kladu różowych w obrębie okrytonasiennych. W obrębie rodziny: podrodzina Cucurbitoideae, plemię Trichosantheae.
Pozycja w systemie Reveala (1993-1999)
Gromada okrytonasienne Cronquist, podgromada Magnoliophytina Frohne & U. Jensen ex Reveal, klasa Rosopsida Batsch, podklasa ukęślowe Takht. ex Reveal & Tahkt., nadrząd Cucurbitanae Reveal, rząd dyniowce Dumort., podrząd Cucurbitineae Engl., rodzina dyniowate Juss., rodzaj Trichosanthes.
Wykaz gatunków
- Trichosanthes adhaerens W.J.de Wilde & Duyfjes
- Trichosanthes anaimalaiensis Bedd.
- Trichosanthes auriculata Rugayah
- Trichosanthes beccariana Cogn.
- Trichosanthes borneensis Cogn.
- Trichosanthes bracteata (Lam.) Voigt
- Trichosanthes celebica Cogn.
- Trichosanthes conferta Duyfjes, Nuraliev & Luu
- Trichosanthes cordata Roxb.
- Trichosanthes coriacea Blume
- Trichosanthes costata Blume
- Trichosanthes cucumerina L. – gurdlina ogórkowata, gurlina wężowa
- Trichosanthes cycloopensis Lu Q.Huang
- Trichosanthes dafangensis N.G.Ye & S.J.Li
- Trichosanthes densiflora Rugayah
- Trichosanthes dentifera Rugayah
- Trichosanthes dieniensis Merr. & L.M.Perry
- Trichosanthes dioica Roxb.
- Trichosanthes dolichosperma Duyfjes & Pruesapan
- Trichosanthes dunniana H.Lév.
- Trichosanthes edulis Rugayah
- Trichosanthes ellipsoidea Merr.
- Trichosanthes elmeri Merr.
- Trichosanthes emarginata Rugayah
- Trichosanthes epibracteata Duyfjes & Nuraliev
- Trichosanthes erosa Duyfjes & Pruesapan
- Trichosanthes fissibracteata C.Y.Wu ex C.Y.Cheng & Yueh
- Trichosanthes floresana Rugayah
- Trichosanthes fusca W.J.de Wilde & Duyfjes
- Trichosanthes globosa Blume
- Trichosanthes hastata Cogn. ex Harms
- Trichosanthes homophylla Hayata
- Trichosanthes hosokawae Fosberg
- Trichosanthes hylonoma Hand.-Mazz.
- Trichosanthes integrifolia Thwaites
- Trichosanthes intermedia W.J.de Wilde & Duyfjes
- Trichosanthes inthanonensis Duyfjes & Pruesapan
- Trichosanthes ishigakiensis E.Walker
- Trichosanthes jinggangshanica C.H.Yueh
- Trichosanthes jonesii C.Y.Cheng & Lu Q.Huang
- Trichosanthes kerrii Craib
- Trichosanthes khasiana Kundu
- Trichosanthes kinabaluensis Rugayah
- Trichosanthes kirilowii Maxim.
- Trichosanthes kostermansii Duyfjes & Pruesapan
- Trichosanthes laceribractea Hayata
- Trichosanthes laeoica C.Y.Cheng & Lu Q.Huang
- Trichosanthes lepiniana (Naudin) Cogn.
- Trichosanthes leuserensis Rugayah
- Trichosanthes longispicata Rugayah
- Trichosanthes mianyangensis C.H.Yueh & R.G.Liao
- Trichosanthes miyagii Hayata
- Trichosanthes montana Rugayah
- Trichosanthes morrisii W.E.Cooper
- Trichosanthes mucronata Rugayah
- Trichosanthes multiloba Miq.
- Trichosanthes napoensis D.X.Nong & Lu Q.Huang
- Trichosanthes neoguineana C.H.Yueh & Lu Q.Huang
- Trichosanthes nervifolia L.
- Trichosanthes obscura Rugayah
- Trichosanthes obtusa Lu Q.Huang
- Trichosanthes odontosperma W.E.Cooper & A.J.Ford
- Trichosanthes ovigera Blume
- Trichosanthes pallida Duyfjes & Pruesapan
- Trichosanthes papuana F.M.Bailey
- Trichosanthes pedata Merr. & Chun
- Trichosanthes pedicellata W.J.de Wilde & Duyfjes
- Trichosanthes pendula Rugayah
- Trichosanthes pentaphylla F.Muell. ex Benth.
- Trichosanthes philippinensis Rugayah
- Trichosanthes phonsenae Duyfjes & Pruesapan
- Trichosanthes pilosa Lour.
- Trichosanthes planiglans Rugayah
- Trichosanthes postarii W.J.de Wilde & Duyfjes
- Trichosanthes pubera Blume
- Trichosanthes pulleana Cogn. ex Harms
- Trichosanthes quinquangulata A.Gray
- Trichosanthes quinquefolia C.Y.Wu
- Trichosanthes refracta C.H.Yueh
- Trichosanthes reticulinervis C.Y.Wu ex S.K.Chen
- Trichosanthes rosthornii Harms
- Trichosanthes rotundifolia Rugayah
- Trichosanthes rubriflos Thorel ex Cayla
- Trichosanthes rugatisemina C.Y.Cheng & Yueh
- Trichosanthes samarensis C.H.Yueh & Lu Q.Huang
- Trichosanthes scabra Lour.
- Trichosanthes schlechteri Cogn. ex Harms
- Trichosanthes sepilokensis Rugayah
- Trichosanthes sericeifolia C.Y.Cheng & C.H.Yueh
- Trichosanthes siamensis Duyfjes & Pruesapan
- Trichosanthes smilacifolia C.Y.Wu
- Trichosanthes subrosea C.Y.Cheng & C.H.Yueh
- Trichosanthes subvelutina F.Muell. ex Cogn.
- Trichosanthes tetragonosperma C.Y.Cheng & Yueh
- Trichosanthes thailandensis Lu Q.Huang
- Trichosanthes tricuspidata Lour.
- Trichosanthes truncata C.B.Clarke
- Trichosanthes tubiflora (Wight & Arn.) H.J.de Boer
- Trichosanthes unicirrata C.H.Yueh & Lu Q.Huang
- Trichosanthes valida Rugayah
- Trichosanthes villosa Blume
- Trichosanthes wallichiana (Ser.) Wight
- Trichosanthes wawrae Cogn.